# Iran op de Olympische Zomerspelen 1960
Iran nam deel aan de Olympische Zomerspelen 1960 in Rome, Italië. In tegenstelling tot vier jaar eerder, lukte het dit keer niet om opnieuw een gouden medaille te halen.

## Medailleoverzicht
| Sport         | Olympiër                  | Onderdeel                | Medaille |
| ------------- | ------------------------- | ------------------------ | -------- |
| Worstelen     | Gholamreza Takhti         | -87kg vrije stijl (m)    | Zilver   |
| Gewichtheffen | Esmaeil Elmkhah           | -56kg (m)                | Brons    |
| Worstelen     | Mohammad Ebrahim Seifpour | -52kg vrije stijl (m)    | Brons    |
| Worstelen     | Mohammad Paziraei         | -52kg Grieks-Romeins (m) | Brons    |

## Deelnemers en resultaten
(m) = mannen, (v) = vrouwen 

### Atletiek
| Olympiër          | Discipline             | Resultaat | Prestatie                      |
| ----------------- | ---------------------- | --------- | ------------------------------ |
| Rouhollah Rahmani | hink-stap-springen (m) | 30e       | kwalificatie: 30ste met 14,70m |

### Boksen
| Olympiër          | Discipline  | Resultaat | Prestatie                                                                                |
| ----------------- | ----------- | --------- | ---------------------------------------------------------------------------------------- |
| Ezrael Illkhanouf | -51kg (m)   | 9e        | 1ste ronde: vrij 2de ronde: W van RHS Badrian: 4-1 3de ronde: V van ARG Botta: walk-over |
| Sadegh Akbarzadeh | -54kg (m)   | 17e       | 1ste ronde: vrij 2de ronde: V van PAK Nasir: 1-2                                         |
| Varzik Kazarian   | -63,5kg (m) | 17e       | 1ste ronde: vrij 2de ronde: V van GBR Kelsey: 1-2                                        |
| Ghasem Yavarkandi | -7kg (m)    | 9e        | 1ste ronde: vrij 2de ronde: W van CHI Cornejo: 3-2 3de ronde: V van POL Drogosz: 0-5     |

### Gewichtheffen
| Olympiër             | Discipline  | Resultaat | Prestatie    |
| -------------------- | ----------- | --------- | ------------ |
| Esmaeil Elmkhah      | -56kg (m)   | Brons     | 330kg        |
| Ali Safa Sonboli     | -60kg (m)   | DNF       |              |
| Henrik Tamraz        | -67,5kg (m) | 14e       | 347,5kg      |
| Ebrahim Peyravi      | -75kg (m)   | DNS       | niet gestart |
| Mohammad Ami Tehrani | -75kg (m)   | 6e        | 392,5kg      |
| Amir Mangashti Amiri | -82,5kg (m) | 14e       | 390kg        |
| Manouchehr Boroumand | -90kg (m)   | DNS       | niet gestart |

### Schietsport
| Olympiër               | Discipline             | Resultaat | Prestatie                                                                                                |
| ---------------------- | ---------------------- | --------- | --- |
| Gholam Hossein Mobaser | 50m geweer 3 houdingen | 71e       | kwalificatie groep 1: 35ste met 471 punten (190-155-126)                                                 |
| Gholam Hossein Mobaser | 50m geweer liggend     | 50e       | kwalificatie groep 1: 18de met 384 punten (94-99-96-95) finale: 50ste met 567 punten (98-94-94-93-94-94) |

### Worstelen
| Olympiër                        | Discipline  | Resultaat   | Prestatie |
| Vrije stijl                     | Vrije stijl | Vrije stijl | Vrije stijl |
| ------------------------------- | ----------- | ----------- | --- |
| Mohammad Ebrahim Seifpour       | -52kg (m)   | Brons       | 1ste ronde: W van AUS Groning 2de ronde: W van FIN Rantala 3de ronde: W van POL Krop 4de ronde: W van FRA Zoete 5de ronde: W van URS Aliev 6de ronde: V van TUR Bilek: punten 7de ronde: V van JPN Matsubara: punten |
| Mohammad Ebrahim Seifpour       | -57kg (m)   | 7e          | 1ste ronde: G van TUR Akbas: punten 2de ronde: W van SMR Mancini 3de ronde: W van KOR Im: punten 4de ronde: V van JPN Asai: punten                                                                                   |
| Mohammad Khadem                 | -62kg (m)   | 8e          | 1ste ronde: V van URS Rubashvili 2de ronde: W van USA Giani: punten 3de ronde: W van KOR Kang 4de ronde: V van JPN Sato: punten                                                                                      |
| Mostafa Tadzjieks               | -67kg (m)   | 4e          | 1ste ronde: W van PAK Din 2de ronde: W van TUR Sahin: punten 3de ronde: W van LIB Nazem 4de ronde: W van RSA Ries 5de ronde: W van BUL Valchev 6de ronde: V van USA Wilson: punten                                   |
| Imam-Ali Habibi                 | -73kg (m)   | 4e          | 1ste ronde: W van KOR Choi 2de ronde: W van SWE Carlsson: punten 3de ronde: W van PAK Bashir: punten 4de ronde: W van ITA De Vescovi: punten 5de ronde: V van USA Blubaugh                                           |
| Mansour Mehdizadeh              | -79kg (m)   | 12e         | 1ste ronde: V van NZL Thomas 2de ronde: W van SWE Antonsson 3de ronde: G van TUR Güngör |
| Gholamreza Takhti               | -87kg (m)   | Zilver      | 1ste ronde: W van AFG Ghulam 2de ronde: W van AUS Parsons 3de ronde: W van JPN Abe 4de ronde: W van HUN Gurics 5de ronde: W van RSA Van Zyl 6de ronde: V van TUR Atli: punten                                        |
| Yaghoub Shourvarzi              | +87kg (m)   | 10e         | 1ste ronde: W van RSA Ordman 2de ronde: V van URS Dzarasov 3de ronde: V van GER Dietrich |
| Grieks-Romeins                  |             |             | |
| Mohammad Paziraei               | -52kg (m)   | Brons       | 1ste ronde: W van BEL Mewis: punten 2de ronde: V van RAU Sayed: punten 3de ronde: W van POL Hajduk: punten 4de ronde: vrij 5de ronde: V van URS Kochergin: punten                                                    |
| Ali Bani-Hashemi                | -57kg (m)   | 17e         | 1ste ronde: V van TCH Svec: punten 2de ronde: V van YUG Dora: punten |
| Hossein Mollaghasemi Ebrahimian | -62kg (m)   | 6e          | 1ste ronde: W van FIN Makinen: punten 2de ronde: W van POR Gregorio 3de ronde: W van USA Allen: punten 4de ronde: W van ROU Sult: punten 5de ronde: V van URS Vyrupayev                                              |
| Manouchehr Khoddam Hazrati      | -79kg (m)   | 14e         | 1ste ronde: G van FIN Punkari 2de ronde: V van TCH Kormanik: punten 3de ronde: V van TUR Ayvaz: punten |

Afghanistan · Argentinië · Australië · Bahama's · België · Bermuda · Birma · Brazilië · Brits-Guiana · Bulgarije · Canada · Ceylon · Chili · Colombia · Cuba · Denemarken · Duits eenheidsteam · Ethiopië · Fiji · Filipijnen · Finland · Frankrijk · Ghana · Griekenland · Groot-Brittannië · Haïti · Hongarije · Hongkong · Ierland · IJsland · India · Indonesië · Irak · Iran · Israël · Italië · Japan · Joegoslavië · Kenia · Libanon · Liberia · Liechtenstein · Luxemburg · Malakka · Malta · Marokko · Mexico · Monaco · Nederland · Nederlandse Antillen · Nieuw-Zeeland · Nigeria · Noorwegen · Oeganda · Oostenrijk · Pakistan · Panama · Peru · Polen · Portugal · Puerto Rico · Roemenië · San Marino · Singapore · Soedan · Sovjet-Unie · Spanje · Suriname · Taiwan · Thailand · Tsjecho-Slowakije · Tunesië · Turkije · Uruguay · Venezuela · Verenigde Arabische Republiek · Verenigde Staten · Vietnam · West-Indische Federatie · Zuid-Afrika · Zuid-Korea · Zuid-Rhodesië · Zweden · Zwitserland